# Champions of Krynn
Champions of Krynn è il primo di una trilogia di videogiochi di ruolo basati sull'ambientazione Dragonlance, che usa il motore di gioco Gold Box, pubblicato nel 1990 dalla Strategic Simulations per i computer Apple II, Amiga, Commodore 64 e MS-DOS. Fu convertito anche per i computer giapponesi PC-98.

## Trama
L'avventura inizia in un avamposto vicino a Throtl, la capitale degli hobgoblin. Gli avventurieri incontrano ben presto un gruppo di draconici baaz che stanno tendendo un'imboscata ad alcuni colonizzatori. Dopo la battaglia arriva Myrtani, un draconico Aurack maggiore, che ruba un antico libro e si teleporta via ignorando gli avventurieri. Il gruppo riferisce quindi gli eventi a Sir Karl, il quale si rende conto che le forze del male non sono indebolite, come generalmente creduto e manda il gruppo ad investigare e sconfiggere Myrtani e le sue forze.

## Modalità di gioco
Il giocatore deve creare i personaggi e formare un gruppo. Le struttura base del gioco è identica a quella degli altri giochi della serie, con il combattimento che usa una prospettiva isometrica come quella della serie Ultima. Non è possibile trasferire personaggi in questo gioco essendo il primo della trilogia, mentre i suoi personaggi possono essere trasferiti al seguito Death Knights of Krynn.
In termini di gameplay e di grafica Champions of Krynn è simile alle serie di giochi Gold Box dedicati ai Forgotten Realms, quindi la grafica è simile a quella di Secret of the Silver Blades e tutto è disegnato a 16 colori. I tasti freccia possono essere usati per selezionare le opzioni dei menu invece di usare scorciatoie di tastiera, che era l'unica maniera in due dei precedenti titoli dei Forgotten Realms, sebbene per molti menu siano ancora disponibili le scorciatoie di tastiera. In questa edizione compare per la prima volta un selettore di livello di difficoltà.
Champions of Krynn offre razze aggiuntive tra cui i giocatori possono scegliere, tra cui Kender, elfi qualinesti, elfi silvanesti, nani delle colline e di montagna. In questa ambientazione i maghi possono avvantaggiarsi delle fasi delle lune. Per esempio un mago allineato con il bene può, beneficiare per esempio delle fasi di Solinari. I chierici possono scegliere una divinità tra una lista di divinità ricevendo benefici diversi a seconda della scelta. I paladini sono sostituiti dalla classe dei Cavalieri di Solamnia, questa classe inizia il gioco equipaggiata con armatura di piastre, scudo e spada lunga, ma a causa del suo voto di povertà deve rinunciare a parte del suo oro ogni volta che entra in una città.
I draconici sono nemici molto comuni in questo gioco e tutti e cinque i tipi compaiono. Il gioco è abbastanza fedele nell'implementare la loro sorte quando muoiono, come descritto nei romanzi e nelle avventure del gioco di ruolo. Nella versione per PC del gioco ogni arma incastonata in un baaz morto sarà disponibile nell'inventario del personaggio al termine del combattimento. Il giocatore deve riequipaggiare le armi recuperate.
La risoluzione massima supportata nella versione MS-DOS è l'EGA, è anche supportata la scheda sonora Adlib e l'uso di un mouse o di un joystick.

## Copertina
L'illustrazione di copertina di Champions of Krynn venne affidata all'artista Keith Parkinson (1958-2005), specializzato nel fantasy e già autore di diverse opere legate a Dungeons & Dragons. Parkinson propose un suo dipinto del 1983 che raffigura la minacciosa "Cittadella Volante del Signore dei Draghi Ariakas" di Dragonlance, ispirato al dipinto surrealista Il castello dei Pirenei. L'illustrazione di Parkinson era già stata usata per il gioco cartaceo I draghi della disperazione (1984) e fu subito accettata anche per il videogioco. L'immagine fu molto apprezzata, finì anche sulle copertine di diverse riviste di settore che recensirono Champions of Krynn, e decenni dopo è ancora ricordata come una delle più evocative nella storia dei videogiochi.

## Accoglienza
Il gioco ricevette soprattutto recensioni positive dalla stampa. Venne recensito, tra gli altri, sul numero 156 di Dragon (aprile 1990), ricevendo una valutazione di 5 stelle su 5.
Zzap! assegnò un giudizio del 94% alla versione Commodore 64.
Videogame & Computer World 13 assegnò 9/10 alla versione PC, ritenendolo un gioco abbastanza complesso e rivolto a utenti che già conoscono D&D.